# Ferran Adrià
Fernando Adrià Acosta (pron. catalana: [fəˈran əðɾiˈaj əˈkɔstə]; L'Hospitalet de Llobregat, 14 maggio 1962) è un cuoco spagnolo.

## Biografia
Ha iniziato la sua carriera culinaria nel 1980 mentre lavorava come lavapiatti all'Hotel Playafels nella città di Castelldefels, dove ha appreso, grazie allo chef di tale albergo, l'arte della preparazione di piatti catalani. All'età di diciannove anni ha prestato servizio militare con la mansione di cuoco. Nel 1984 Adrià si è unito allo staff dell'allora sconosciuto ristorante El Bulli a Roses, sulla Costa Brava, di cui diciotto mesi dopo è diventato lo chef, ruolo che ha poi mantenuto per 28 anni, facendo diventare il ristorante molto conosciuto e rinomato anche a livello internazionale. 
Il ristorante El Bulli rimaneva aperto solamente per alcuni mesi all'anno; durante i periodi di chiusura Adrià si dedicava ad attività di ricerca insieme al fratello Albert ed al socio Juli Soler, per mettere a punto nuove pietanze, nel laboratorio "El Taller" a Barcellona. Nel gennaio del 2010, Adrià ha annunciato l'intenzione di terminare l'attività del ristorante El Bulli per potersi dedicare a nuove ricerche in campo culinario e innovare la cucina internazionale; l'ultimo giorno di lavoro per il locale è stato il 30 luglio 2011. 
Adrià è uno dei massimi sostenitori ed esponenti mondiali della gastronomia molecolare, producendo anche una propria gamma di prodotti chimici ad uso culinario, chiamati Texturas; il programma televisivo italiano Striscia la notizia ha realizzato un'inchiesta proprio sull'uso di additivi in cucina, che ha portato lo chef spagnolo a ricevere diverse critiche da parte di alcuni suoi colleghi.
Nel giugno 2020, insieme ad altri chef, architetti, premi Nobel per l'economia e leader di organizzazioni internazionali, ha firmato l'appello per un'economia viola («Per un rinascimento culturale dell'economia») pubblicato sul Corriere della Sera, El País e Le Monde.

## Riconoscimenti
Nel 2004 è stato inserito dal Time nella lista dei cento uomini più influenti al mondo.
El Bulli ha ottenuto 3 stelle Michelin e per tre anni consecutivi, dal 2006 al 2009, si è classificato al primo posto nella lista The World's 50 Best Restaurants del periodico Restaurant.

## Pubblicazioni
- El Bulli 1983-1993 (con Juli Soler e Albert Adrià)
- El Bulli: el sabor del Mediterráneo, 1993, ISBN 84-7596-415-X
- Los secretos de El Bulli, 1997, ISBN 84-487-1000-2
- El Bulli 1994-1997 (con Juli Soler e Albert Adrià)
- Cocinar en 10 minutos con Ferran Adrià, 1998, ISBN 84-605-7628-0
- Celebrar el milenio con Arzak y Adrià (con Juan Mari Arzak), 1999, ISBN 84-8307-246-7
- El Bulli 1998-2002 (con Juli Soler e Albert Adrià), Conran Octopus, 2003, ISBN 1-84091-346-0; Ecco, 2005, ISBN 0-06-081757-7
- El Bulli 2003-2004 (con Juli Soler e Albert Adrià), Ecco, 2006, ISBN 0-06-114668-4
- El Bulli 2005 (con Juli Soler e Albert Adrià)
- Un dia en elBulli (con Juli Soler e Albert Adrià), ISBN 978-84-7901-741-5
- FOOD for thought THOUGHT for food (El Bulli-Ferran Adrià), 2009 Actar Editorial, ISBN 978-84-96954-68-7